# Mezoregion Norte Catarinense

Mezoregion Norte Catarinense

Mezoregion Norte Catarinense – mezoregion w brazylijskim stanie Santa Catarina, skupia 26 gmin zgrupowanych w trzech mikroregionach. Liczy 14 859,1 km² powierzchni.

## Mikroregiony
- Canoinhas
- Joinville
- São Bento do Sul